# WeeChat
WeeChat (Wee Enhanced Environment for Chat) és un client de xat de retransmissió d'Internet gratuït i de codi obert dissenyat per ser lleuger i ràpid. Es publica sota els termes de la GNU GPL-3.0 o posterior i s'ha desenvolupat des del 2003.
WeeChat ve amb una interfície ncurses per defecte, i és possible utilitzar altres interfícies (per exemple, Glowing Bear, una interfície web) mitjançant l'ús del connector de retransmissió.

## Característiques
Les característiques de WeeChat inclouen:
- IPv6
- SSL
- Connexions proxy
- La pantalla es pot dividir per mostrar diverses finestres al mateix temps.
- Cerca de text incremental
- Suport Aspell per a la correcció ortogràfica
- Suport de script per a molts idiomes (Perl, Python, Ruby, Lua, Tcl, Scheme amb GNU Guile, JavaScript amb V8 (motor JavaScript), PHP)
- Tubs FIFO per a control remot
- Suport per a múltiples codificacions de caràcters
- Àlies i tecles curtes definits per l'usuari

## Plataformes compatibles
WeeChat admet la majoria de plataformes i sistemes operatius, inclosos Linux, BSD, macOS, Debian GNU/Hurd, HP-UX, Solaris, QNX, Haiku i Microsoft Windows (mitjançant la biblioteca Cygwin i l'API).
Els paquets binaris i les compilacions de WeeChat estan disponibles per a la instal·lació, així com el codi font per a la compilació automàtica. Això inclou la majoria de distribucions de Linux i sistemes de gestió de paquets BSD, com ara Debian, Ubuntu, Mandriva Linux, Fedora, Gentoo Linux, Arch Linux, FreeBSD mitjançant FreeBSD. Sistema de ports, OpenBSD mitjançant la col·lecció Ports, així com a NetBSD mitjançant Pkgsrc.

## Recepció
A la seva ressenya per a la revista Free Software Magazine, Martin Brown va puntuar WeeChat amb 43 punts dels 50 possibles, assenyalant que "A primera vista, WeeChat no és tan amigable ni fàcil d'utilitzar com Rhapsody", però, "Hi ha molt poder ocult. integrada a l'aplicació", incloses les extensions Python, Perl, Ruby i Lua que es poden seleccionar durant la instal·lació.